# Dictyna schmidti
Dictyna schmidti is een spinnensoort in de taxonomische indeling van de kaardertjes (Dictynidae). De soort komt voor in het oosten van Siberië.
Het dier behoort tot het geslacht Dictyna. De wetenschappelijke naam van de soort werd voor het eerst geldig gepubliceerd in 1926 door Wladislaus Kulczynski.